# You Shou Yan
You Shou Yan (xinès simplificat: 有兽焉, pinyin: Yǒu shòu yān), conegut també com Fabulous Beasts, és un còmic i sèrie d'animació xinesos produïts per Feirenzai Studio. Els drets d'autor originals pertanyen a Xue xia mao. S'han publicat uns 5 llibres recopilatoris.

## Història
"You Shou Yan" és una obra de l'autor Xue xia mao, que es pot traduïr com "Gat amb Botes". A partir del 15 d'octubre de 2017, el webcomic s'actualitza tots els dimarts, dijous i diumenges al canal oficial en Weibo de l'autor, afiliat a Feiren. El còmic va ser publicat en paper posteriorment per l'estudi l'1 de desembre de 2018.
El còmic narra la història de les bèsties celestials que van a viure al món humà. Els protagonistes són un grup de "bèsties" que baixen a la terra per diferents motius. Els personatges de l'obra també interactuen ocasionalment amb "Inhumans".
Tencent Animation té els drets contractuals de l'obra, però ha deixat de serialitzar-la . També hi hagué una col·aboració amb Hokuto Penguin per produir un còmic d'àudio dinàmic.
L'11 de gener de 2021, Youshouyan Comics va llançar-la a la plataforma Bilibili.
El 14 d'abril de 2023, s'estrena l'adaptació animada a la plataforma Bilibili. Cada episodi dura uns 6-8 minuts i s'actualitza cada divendres a les 10 del matí, hora de Beijing.